# Mongal
Mongal es una supervillana ficticia que aparece en los cómics estadounidenses publicados por DC Comics. Es una enemiga de Superman. Fue interpretada por la actriz Mayling Ng en la película de 2021 The Suicide Squad.

## Biografía ficticia
Mongal es la hermana de Mongul Jr., presentada a Superman por su hermano en Superman N° 170.
Cuando Krypto casi mató a Mongul, Mongal escapó y reapareció solo para destruir la ciudad de New York.
Después de la muerte de Maxima en Our Worlds at War (Nuestros mundos en guerra), Mongal fue elegida como gobernante de Almerac y se estableció como amenaza interplanetaria para Superman.
Luego de una pelea con su hermano en Green Lantern (vol. 4) n.º 8 (marzo de 2006), Mongul Jr. le arrancó la cabeza convencido de que la familia es una debilidad.
Su cuerpo desecado aparece en Green Lantern Corps # 20 como el objetivo de las divagaciones de Mongul II. Mongul II, recién imbuido con un anillo de Sinestro Corps, se burla de su cráneo diciendo que él sería el que continuaría con el legado de su padre y luego lo deja caer del cielo.
Mongal posee una fuerza y una resistencia sobrehumanas.

## En otros medios

### Televisión
Mongal aparece en el episodio de la serie animada de televisión Batman: The Brave and the Bold "Duel of the Double-Crossers!", con la voz de Gary Anthony Williams. Esta versión es la hermana de Mongul y se muestra muy competitiva con él.

### Serie web
Mongal aparece en la serie web animada DC Super Hero Girls.

### Películas
- Mongal aparece en el especial animado de DC Super Hero Girls: Juegos Intergalácticos, con la voz de Julianne Grossman. Representa a la Academia Korugar como participante en los juegos del mismo nombre.
- Mongal aparece en la película acción en vivo del Universo extendido de DC, El Escuadrón Suicida (2021), interpretada por Mayling Ng.[1] Se une al equipo del mismo nombre en una misión en Corto Maltese. Durante una escaramuza, derriba un helicóptero militar local y muere en sus ardientes restos junto con su compañero de equipo, el Capitán Bumerang.[2][3]